# Smal tigerfluga
Smal tigerfluga (Temnostoma angustistriatum) är en tvåvingeart som beskrevs av Nina Krivosheina 2002. Smal tigerfluga ingår i släktet tigerblomflugor, och familjen blomflugor. Arten har ej påträffats i Sverige. Inga underarter finns listade i Catalogue of Life.